# 小林桂樹
小林 桂樹（、1923年〈大正12年〉11月23日 - 2010年〈平成22年〉9月16日）は、日本の俳優。サラリーマン喜劇から社会派ドラマまで幅広く活躍し、その生涯において253本の映画に出演した。
『裸の大将』の山下清の演技で1958年第13回毎日映画コンクール主演男優賞を受賞。『黒い画集 あるサラリーマンの証言』の石野貞一郎の演技では1960年の第15回毎日映画コンクール主演男優賞およびキネマ旬報男優賞およびブルーリボン大衆賞（つまり3つの賞）を受賞。『白と黒』の落合克巳（東京地検捜査検事）の演技および『江分利満氏の優雅な生活』の江分利満の演技により1963年第18回毎日映画コンクール主演男優賞を、『われ一粒の麦なれど』の坂田昌義（農政省官吏）の演技で1964年第15回ブルーリボン賞主演男優賞を受賞。

## 来歴・人物
群馬県群馬郡室田町（現・高崎市）出身。父親が警察官という家庭に生まれる。桂樹の名はオリンピックの勝利のシンボル月桂冠のもととなる月桂樹にちなんで命名したという。1934年に前橋市立桃井小学校を卒業、宇都宮の陸軍幼年学校を受けるが不合格となり旧制群馬県立前橋中学校に進学。芝居や映画はもともと好きであったが、在学中は友人からよく映画などに誘われてもきちんと校則を守り、一度も映画館に足を運ばなかったというまじめ人間だった。しかし中学4年の時に父親が病死したため、千葉県市川市に住んでいた伯父を頼って一家が引っ越し、桂樹のみ父親の同僚の家に下宿して通学する。前橋中を準卒業という形で出て、その後は日本大学専門部芸術科（現在の日本大学芸術学部）に進むも学費が払えぬようになり、1941年に中退する。

### 映画の世界へ
大学時代にアルバイトで伯父の勤めていた朝日新聞社校閲部の給仕を勤め、津村秀夫や飯沢匡などの映画評論家や映画記者と接するうちに映画の世界に憧れを持つようになる。平凡なサラリーマンにはなるまいと思い、相談した伯父からは自分の好きなことをやれと勧められ、また給仕仲間から一緒に役者にならないかと誘われる。日活、東宝、松竹の入社試験を受け、唯一学歴を問わなかった日活へ入社、日活演技研究所の研究生となる。太平洋戦争開戦後の1942年に『微笑の国』の工員役でデビュー、さらに『将軍と参謀と兵』など3作品に出演する。翌1943年に日活の製作部門が新興キネマ、大都映画と合併し新会社大日本映画製作株式会社となり、自動的に専属となる。ここでは『菊池千本桜』にて軍神松尾大尉役で主演するが、徴兵適齢のため8月に徴兵検査を受け甲種合格。12月に二等兵として帝国陸軍へ入営し、中国大陸に出征する。

### 終戦、本格的に役者の道へ
終戦により復員後は1946年の『君かと思ひて』でスクリーンへ復帰、折原啓子の恋人を演じ二枚目として売り出す。1951年には急遽出演出来なくなった千秋実の代役として『その人の名は言えない』に主演したことがきっかけで、二枚目でも三枚目でもない独自の演技が周囲に認められ始め次第に頭角を現す。その後同年に東宝のサラリーマン物『ホープさん』で主役を務め、その明朗快活さで注目され、翌1952年に藤本真澄の誘いで東宝と契約。源氏鶏太原作の『三等重役』から、引き続き森繁久彌が主役を演ずる『社長シリーズ』（1956年 - 1971年）の全てに出演。真面目で頑なな秘書役など、平凡で健全な一般庶民を演じて人気を得た。
1955年に今井正監督の『ここに泉あり』で毎日映画コンクール助演男優賞を受賞、さらに1958年には出演百本記念映画として制作された『裸の大将』で実在の画家・山下清を演じ、同映画コンクール主演男優賞を受賞した。知恵遅れを馬鹿にした映画だと一部からは非難されたが、劇中でのどもりながらの台詞「兵隊の位にすると…」は流行語になった。
1960年に『黒い画集 あるサラリーマンの証言』、1961年には松山善三の監督デビュー作『名もなく貧しく美しく』に主演し、喜劇のみならずシリアスなドラマでも活躍、特に『黒い画集 あるサラリーマンの証言』ではキネマ旬報男優賞、ブルーリボン大衆賞、毎日映画コンクール主演男優賞と、各映画賞を総なめにした。1963年には岡本喜八監督、山口瞳原作の『江分利満氏の優雅な生活』で戦中派の中年サラリーマンを演じ、毎日映画コンクール主演男優賞、日本映画記者会賞最優秀男優賞を受賞する。『裸の大将』や『黒い画集 あるサラリーマンの証言』などで小林と長く接してきた堀川弘通監督に「きわめて平凡な人間の姿から非凡な演技がほとばしり出るかけがえのない俳優」と評される。

### テレビ界に進出
しかし、映画界が衰退の一途をたどり始めた1964年頃からは小林に向く企画が減り始め、植木等の無責任男や加山雄三の若大将の台頭もあって次第に小林の演じる庶民像は時代とのズレが目立ち、批評家からは「戦前の古いモラルの殻から抜け切れず、戦後の時代になってもそれを背負って生きている、良くも悪くも戦中派の代表格」と評されるようになる。この頃からテレビの出演が増え始め、その明るいキャラクターから1966年にはTBSの『おはよう・にっぽん』の司会者に抜擢（）されるも視聴率が上がらず降板する。
だが、1973年、小松左京原作のベストセラー小説を映画化した『日本沈没』で日本の危機を示唆する田所博士役を演じ、エキセントリックな演技が評価された。翌1974年から放送されたテレビドラマ版『日本沈没』でも引き続き同役を演じた。
1975年に始まった『江戸の旋風』から、1981年まで放送された『江戸の朝焼け』までの江戸シリーズに5年以上連続で出演、1984年のスペシャル版にも出演した。小林はこのシリーズについて、「水戸黄門が終わるとすぐ次に大岡越前に出演する様なものであった。」と回想した。
1984年には9年ぶりに復活した『ゴジラ』で内閣総理大臣役を演じた。
代表作である『牟田刑事官事件ファイル』シリーズでは1983年10月の第1話から2007年6月の最新話（撮影は2005年8月）まで主役を務めたが、出演期間中の2001年に緊急入院するなど健康状態が危ぶまれた時期があった。また、この時期はNHKの金曜時代劇『山田風太郎からくり事件帖〜警視庁草紙より〜』出演期間中でもあった。晩年はツーカーの「ツーカーS」のCMに出演していた。
アニメーション作品では、ウォルト・ディズニーの『わんわん物語』で主人公・トランプ、スタジオジブリ制作の映画『耳をすませば』では「地球屋」の主人・西司郎（主人公の恋人の祖父）を演じた。

### 晩年
2010年3月、小野ヤスシの50周年記念パーティーで祝辞を述べたのが公の場での最後の姿となった。
2010年7月、軽症肺炎で東京都内の病院に入院して以後は療養生活を送っていた。

### 死去
2010年9月16日午後4時25分、東京都港区の病院で心不全のため死去。86歳没。墓所は富士霊園。
最後の出演は2009年公開の『星の国から孫ふたり』（園長先生役）であった。また、2010年8月14日にTBS系で放送された『歸國』に出演する予定もあったが、体調が優れず降板していた。
2010年10月24日、東京會舘にて小林のお別れ会が開かれ、発起人には森光子、淡島千景、石井ふく子、八千草薫、仲代達矢、草笛光子、司葉子、津川雅彦、大林宣彦、北大路欣也、古谷一行、中井貴一、槇坪夛鶴子、吉川一義、小谷承靖等がなった。参列した八千草や津川などが小林の思い出話をした。他に三浦友和、浜美枝、黒沢年雄、音無美紀子、かたせ梨乃、紺野美沙子、賀来千香子、地井武男、黒田福美、薬丸裕英が参列している。特に中井貴一が小林に、惜別の思いを語っている。

## エピソード

### 対人関係
- 石井ふく子が運転免許取得の際に、小林が運転指導したという。石井は小林を兄のように慕っていたという。
- 森光子とは、映画・テレビドラマ問わず複数共演しているが、『若者よ挑戦せよ』（1968年、東宝）では嫁と舅のかたちで出演[注釈 1]。『せい子宙太郎‐忍宿借夫婦巷談』（1977-1978年、TBS系）と『二人だけの結婚式』（1983年、TBS系）と『拝啓、父上様』（2007年、フジテレビ系）で夫婦役での共演も複数している。（『拝啓、父上様』では、森も小林も特別出演という形で出演）
- 東宝映画『激動の昭和史 沖縄決戦』で共演した丹波哲郎は、毎日遅刻で現場に入った。これはスターは定刻より遅く現場に入るという風習からの行動であり、スター・システムの東映では日常的な事であったが、ある日ついに共演者の小林から「ここは東宝なんだ、明日からちゃんと定時に来るように」と説教されたという[7][注釈 2]。丹波とは他にも『八甲田山』『連合艦隊』『日本沈没』で共演している[注釈 3]。
- 中井貴一は、1981年に東宝で公開された小林主演による『連合艦隊』でデビューした。また、1983年に公開された『父と子』では小林の息子役で出演した。当時自身の進路を俳優に決めるか悩んでいた中井を、小林は40日の撮影中毎日夕食に連れ出し「君は顔が不自由だから、顔の仕事は厳しい。就職先なら広告代理店を紹介できるよ」と説いたという。しかし、最終日になると「君には俳優になってもらいたいんだ。アウトローがうける時代が必ず来るから、その逆である王道を歩いてもらいたい」と本音を明かし激励したという。
- 甥のさいとうあきひこはNHK『ステージ101』にヤング101のメンバーとして出演し、音楽活動を続けていた。
- 2009年11月20日に青山葬儀所で、葬儀・告別式とファンによる森繁久彌のお別れ会に訪れた際には、「お互い悪口を言いながら楽しんで仕事してきた。そういう楽しみがなくなった」と惜しんでいた。
- 映画監督の橋本幸治とは、橋本が助監督時代から交友があったことから、橋本の監督作である『ゴジラ』に出演した[8]。小林の長男がゴジラファンであったことから、ゴジラシリーズに出演経験のなかった小林は肩身が狭かったといい、『ゴジラ』の出演を受けて「やっと子供に尊敬される」と述べていたという[8]。橋本によれば、小林は別撮りの会見シーンでも相手の演技を観察して自身の受け芝居を考えていたといい、橋本は当時新人であった沢口靖子に出番が終わっても遊びに出るのではなく、小林のように相手の芝居を見るように教えていたという[8]。また、小林は自身が率先して橋本の指示に従うことで他の俳優もそれに従いやすくなるよう配慮していた[8]。『ゴジラ』のラストシーンで、火口に落ちていくゴジラを見ながら小林演じる総理大臣が涙を流す演出は、脚本にはないもので、小林によるアドリブである[9]。

### その他
- 1967年4月に行われた東京都知事選挙では美濃部亮吉の推薦人に名を連ねた[10]。
- 夏木陽介によれば、小林はサラリーマン映画が自身の出世作と自負しており、普段は洋物のタバコを吸っていたが人前では国産のハイライトを吸ったり、車も国産車にしか乗らないなど、庶民的なイメージを重視していた[11]。また、ある共演作で理由なく1時間待たされた際に、夏木は怒って帰ってしまったが、小林は残っていたといい、周囲に気を遣う人物であったことを証言している[11]。
- ジブリ映画『耳をすませば』において西司朗役のアフレコを務めた際のエピソードとして、「最近のドラマはオドロオドロしたストーリーが多く、自分の家族に見せられる作品が少ないが、この作品はすごく綺麗で、演じていて清々しく、こういう作品に出演したかった。中一と中二の孫が出演を聞き大騒ぎで、尊敬のまなざしで見られた。役柄的に枯れた老人ではなく、元気でモダンなおじいさんにしたいと思い演じた。」と語り、また「しずくをまるで自分の恋人の様に扱っている、そんな一面がどこかに出たらいいな。」と語っていた[12]。

## 出演

### 映画

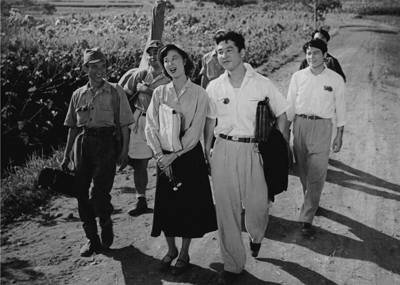
『ここに泉あり』(1955年)

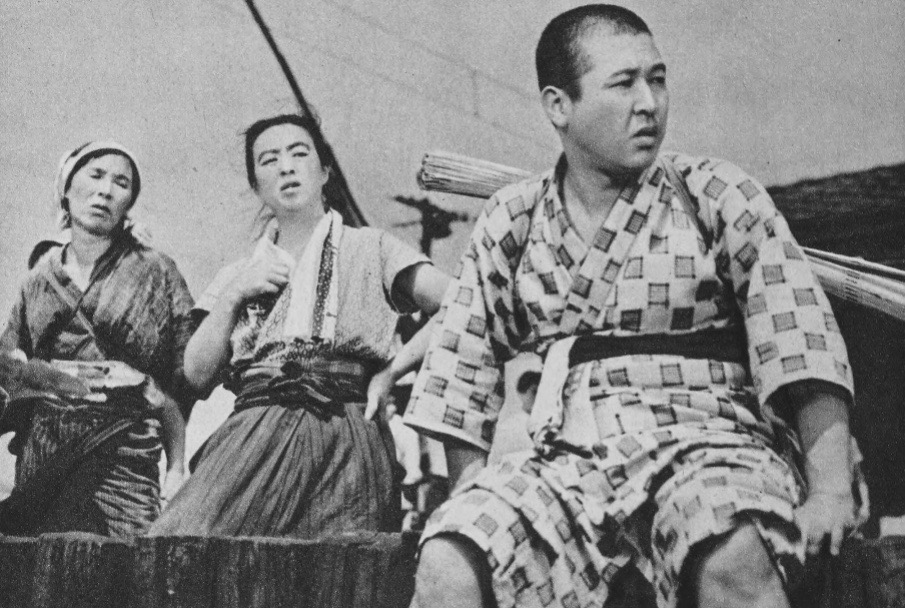
『裸の大将』（1958年）

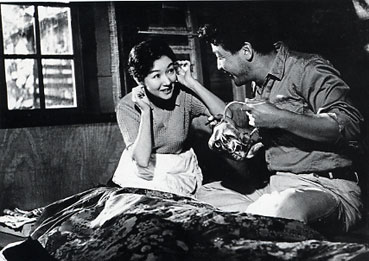
『名もなく貧しく美しく』（1961年）

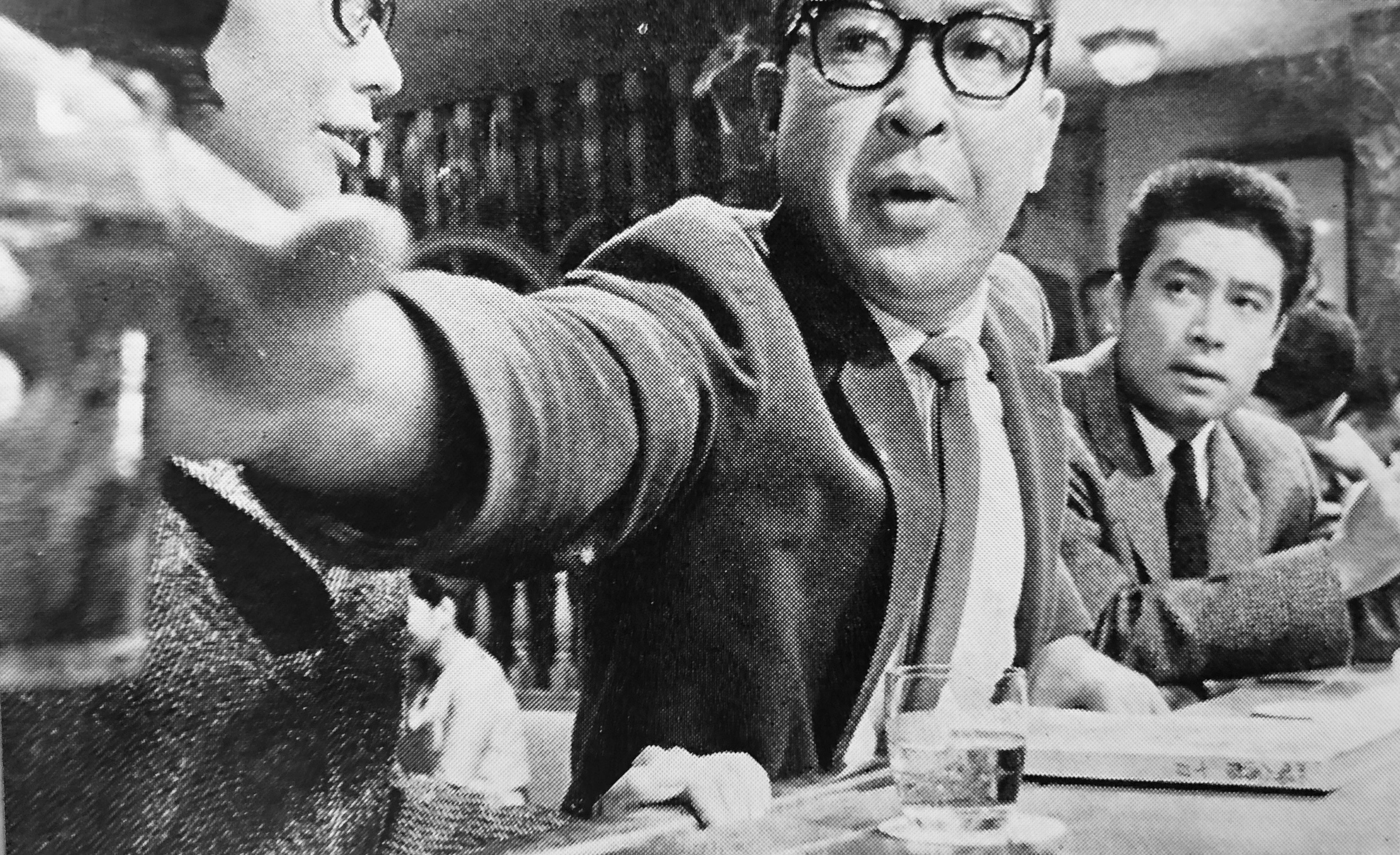
『江分利満氏の優雅な生活』（1963年）

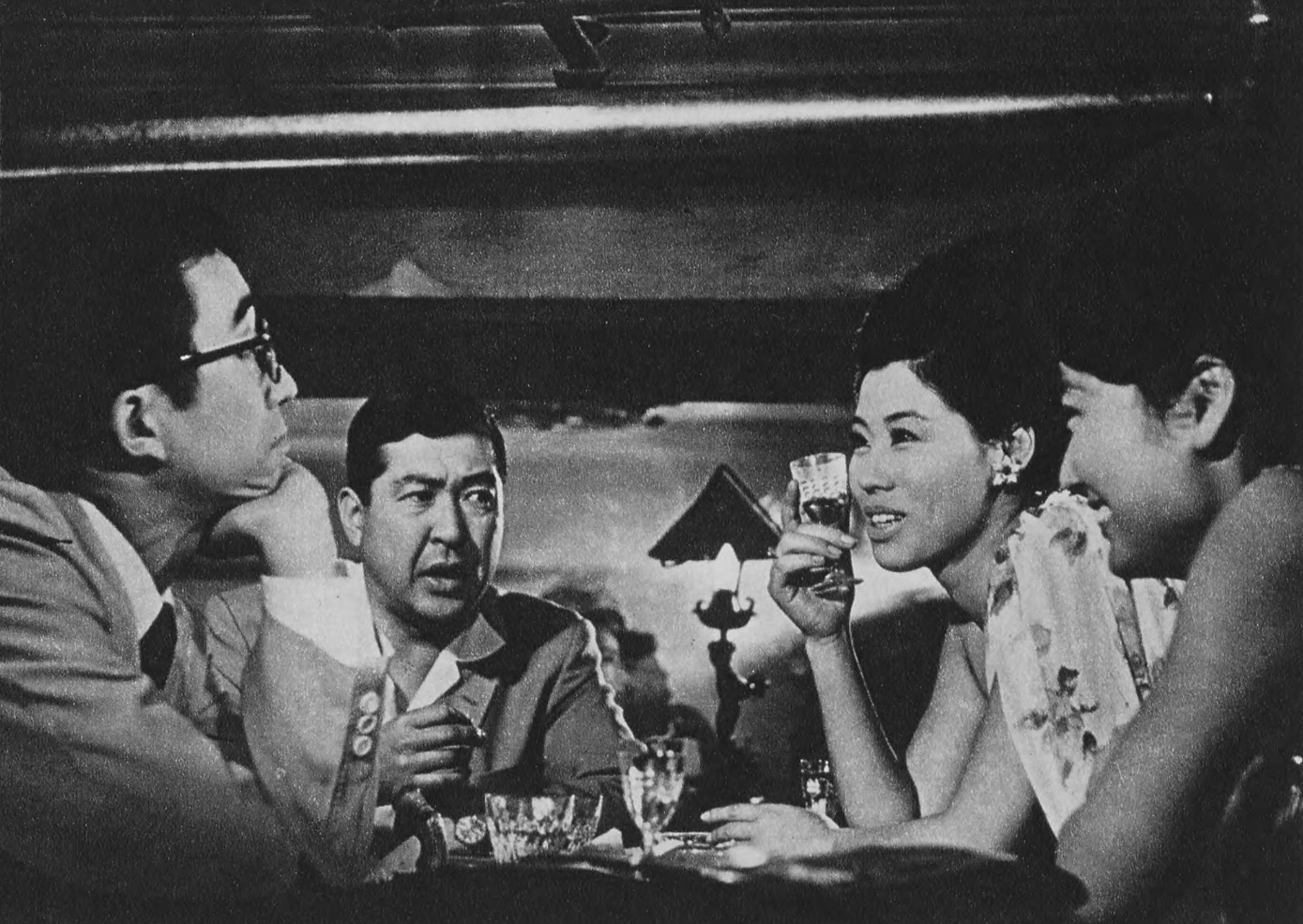
『われ一粒の麦なれど』（1964年）

#### 40年代
- 微笑の国（1942年、日活） - 職工伊藤
- 将軍と参謀と兵（1942年、日活） - 当番兵
- 第五列の恐怖（1942年、日活） - 木村一等兵
- シンガポール総攻撃（1943年、大日本映画）
- マライの虎（1943年、大日本映画東京） - ハッサン
- 重慶から来た男（1943年、大日本映画東京） - 中原精一
- 菊池千本槍 シドニー特別攻撃隊（1944年、大日本映画東京） - 藤尾博之
- 街の人気者（1946年、大映東京） - 負傷する工員
- 君かと思ひて（1946年、大映） - 平
- 絢爛たる復讐（1946年、大映） - 演出助手B
- 道院の花嫁（1946年、大映） - 清谷
- 狸になった和尚さん（1946年、大映） - 四木先生
- 二死満塁（1946年、大映） - 加藤選手
- 踊子物語（1947年、大映）
- 花咲く家族（1947年、大映）
- 看護婦の日記（1947年、大映）
- 初恋物語（1947年、大映）
- いつの日か花咲かん（1947年、大映）
- 運命の暦（1948年、大映）
- 山猫令嬢（1948年、大映）
- 親馬鹿大将（1948年、大映）
- 音楽二十の扉（1948年、大映）
- 死美人事件（1948年、大映）
- 検事と女看守（1949年、大映）
- 毒薔薇（1949年、大映）
- 虹男（1949年、大映東京）
- 花の日月（1949年、大映）
- 人生選手（1949年、新東宝）

#### 50年代、60年代
- 窓から飛び出せ（1950年、新東宝）
- 私は狙われている（1950年、大映東京）
- 復活（1950年、大映）
- 密林の女豹（1950年、大映）
- 二十歳前後（1950年、大映）
- 鉄路の弾痕（1950年、大映）
- 偽れる盛装（1951年、大映）
- 消防決死隊（1951年、大映）
- 月が出た出た（1951年、新東宝＝昭映プロ）
- その人の名は云えない（1951年、藤本プロ＝東宝）
- 西城家の饗宴（1951年、大映）
- 有頂天時代（1951年、新東宝＝綜芸プロ）
- 戦後派お化け大会（1951年、新東宝＝藤本プロ）
- 月よりの母（1951年、新東宝）
- ホープさん サラリーマン虎の巻（1951年、東宝） - 風間京太
- のど自慢三羽烏（1951年、大映） - 南川浩
- めし（1951年、東宝） - 村田信三
- 群狼の街（1952年、大映）
- 呼子星（1952年、大映）
- ラッキーさん（1952年、東宝）
- 息子の花嫁（1952年、東宝）
- 金の卵 Golden Girl（1952年、東宝）
- 三等重役シリーズ（東宝） - 若原
  - 三等重役（1952年）
  - 続三等重役（1952年、東宝）
- 恋の応援団長（1952年、新東宝）
- 東京のえくぼ（1952年、新東宝） - 巡査
- 初恋トコシャン息子（1952年、井上プロ）
- クイズ狂時代（1952年、東映）
- 狂妻時代（1952年、東宝）
- 一等社員 三等重役兄弟篇（1953年、東宝）
- 吹けよ春風（1953年、東宝）
- 夫婦（1953年、東宝）
- 午前零時（1953年、東宝）
- ひまわり娘（1953年、東宝）
- プーサン（1953年、東宝） - 警官・甲賀
- 母と娘（1953年、東宝）
- 続思春期（1953年、東宝）
- 天晴れ一番手柄 青春銭形平次（1953年、東宝） - 若さま
- 幸福さん（1953年、東宝）
- サラリーマンの歌（1953年、東宝）
- 花の中の娘たち（1953年、東宝）
- 太平洋の鷲（1953年、東宝） - 航海参謀[13]
- 一等女房と三等亭主（1953年、新東宝）
- 純情社員（1953年、南旺映画）
- 赤線基地（1953年、東宝）
- 若い瞳（1954年、宝塚映画）
- 坊ちゃん社員（1954年、東宝）
- 続坊ちゃん社員（1954年、東宝）
- 一等マダムと三等旦那（1954年、新東宝）
- かくて夢あり（1954年、日活）
- 若者よ!恋をしろ（1954年、東映）
- 学生心中（1954年、日活）
- 娘ごゝろは恥づかしうれし（1954年、今村プロ）
- 土曜日の天使（1954年、東宝）
- 初恋カナリヤ娘（1955年、日活）
- ここに泉あり（1955年、中央映画） - 井田亀夫
- 坊ちゃん記者（1955年、日活）
- のんき裁判（1955年、新東宝）
- サラリーマン目白三平シリーズ（東映） - 村上
  - サラリーマン 目白三平（1955年）
  - 続サラリーマン 目白三平（1955年）
- 制服の乙女たち（1955年、東宝）
- アツカマ氏とオヤカマ氏（1955年、新東宝）
- くちづけ（1955年、東宝）
- やがて青空（1955年、東京映画）
- 風流交番日記（1955年、新東宝）
- 青い果実（1955年、東宝）
- 社長シリーズ（東宝）
  - へそくり社長（1956年、東宝） - 小森信一
  - 続へそくり社長（1956年、東宝） - 小森信一
  - はりきり社長（1956年、東宝） - 須山和夫
  - 社長三代記（1958年） - 長谷川清（社長秘書）
  - 続・社長三代記（1958年） - 長谷川清（社長秘書）
  - 社長太平記（1959年） - 大森雄吉
  - 続・社長太平記（1959年） - 大森雄吉
  - サラリーマン忠臣蔵（1960年） - 寺岡平太郎
  - 続サラリーマン忠臣蔵（1961年） - 寺岡平太郎
  - 社長道中記（1961年） - 桑原武
  - 続・社長道中記（1961年） - 桑原武
  - サラリーマン清水港（1962年） - 石井松太郎
  - 続サラリーマン清水港（1962年） - 石井松太郎
  - 社長洋行記（1962年） - 南明
  - 続・社長洋行記（1962年） - 南明
  - 社長漫遊記（1963年） - 木村進
  - 続・社長漫遊記（1963年） - 木村進
  - 社長外遊記（1963年） - 中村宏
  - 続・社長外遊記（1963年） - 中村宏
  - 社長紳士録（1964年） - 原田勉
  - 続・社長紳士録（1964年） - 原田勉
  - 社長忍法帖（1965年） - 石川隆
  - 続・社長忍法帖（1965年） - 石川隆
  - 社長行状記（1966年） - 小島啓吾
  - 続・社長行状記（1966年） - 小島啓吾
  - 社長千一夜（1967年） - 木村信吉
  - 続・社長千一夜（1967年） - 木村信吉
  - 社長繁盛記（1968年） - 本庄健一
  - 続・社長繁盛記（1968年） - 本庄健一
  - 社長えんま帖（1969年） - 西条隆
  - 続・社長えんま帖（1969年） - 西条隆
  - 社長学ABC（1970年） - 丹波久
  - 続・社長学ABC（1970年） - 丹波久
- 花嫁会議（1956年、東宝）
- 驟雨（1956年、東宝） - 今里念吉
- 見事な娘（1956年、東宝）
- 愛情の決算（1956年、東宝）
- 夜間中学（1956年、大映）
- 婚約三羽烏（1956年、東宝）
- 妻の心（1956年、東宝）
- 新婚第一課（1956年、東宝）
- ある女の場合（1956年、東宝）
- 兄とその妹（1956年、東宝）
- のんき夫婦（1956年、東京映画）
- 殉愛（1956年、東宝）
- おかしな奴（1956年、東宝）
- 大安吉日（1957年、東宝）
- 御用聞き物語（1957年、東宝）
- 続御用聞き物語（1957年、東宝）
- 大番（1957年、東宝） - 巡査
- 美貌の都（1957年、東宝）
- 象（1957年、東宝）
- サラリーマン出世太閤記シリーズ（東宝） - 木下秀吉
  - サラリーマン出世太閤記（1957年）
  - 続サラリーマン出世太閤記（1957年）
  - 続々サラリーマン出世太閤記（1958年）
  - サラリーマン出世太閤記 課長一番槍（1959年）
  - サラリーマン出世太閤記・完結篇 花婿部長No.1（1960年）
- 新しい背広（1957年、東宝）
- 大学の侍たち（1957年、東宝）
- 次郎長意外伝 大暴れ次郎長一家（1957年、東宝）
- 負ケラレマセン勝ツマデハ（1958年、東宝）
- 東京の休日（1958年、東宝）
- 弥次㐂夛道中記シリーズ（東宝） - 喜多利屋喜多八
  - 弥次喜多道中記（1958年）
  - 弥次喜多道中記夫婦篇 弥次喜多道中双六（1958年）
- 杏っ子（1958年、東宝）
- 結婚のすべて（1958年、東宝） - 声の出演
- 風流温泉日記（1958年、宝塚映画）
- 鰯雲（1958年、東宝） - 初治
- 裸の大将（1958年、東宝） - 山下清
- 狐と狸（1959年東宝）
- 男性飼育法（1959年東京映画）
- 新・三等重役シリーズ（東宝） - 八代波吉
  - 新・三等重役（1959年）
  - 新・三等重役 旅と女と酒の巻（1960年）
  - 新・三等重役 当るも八卦の巻（1960年）
  - 新・三等重役 亭主教育の巻（1960年）
- サラリーマン十戒（1959年、東宝）
- 日本誕生（1959年、東宝） - 天津麻羅[13]
- サラリーマン御意見帖シリーズ（東宝） - 一心太助
  - サラリーマン御意見帖 男の一大事（1960年）
  - サラリーマン御意見帖 出世無用（1960年）
- 黒い画集 あるサラリーマンの証言（1960年、東宝） - 石野貞一郎
- ハワイ・ミッドウェイ大海空戦 太平洋の嵐（1960年、東宝） - 戦務参謀[13]
- 新・女大学（1960年、東宝）
- がんばれ! 盤嶽（1960年、宝塚映画）
- 名もなく貧しく美しく（1961年、東宝） - 片山道夫
- 出世コースに進路を取れ（1961年、東宝） - 和尚・畑野弘海
- 七人の敵あり（1961年、東宝） - スパイ社員・桑田壮介
- 別れて生きるときも（1961年、東宝） - 朴泰泳
- アッちゃんシリーズ（東宝） - 小出津春男
  - アッちゃんのベビーギャング（1961年）
  - ベビーギャングとお姐ちゃん（1961年）
- 南の島に雪が降る（1961年、東宝） - 小林伍長
- 小早川家の秋（1961年、東宝） - 久夫
- 椿三十郎（1962年、東宝） - 見張りの武士・木村
- 山河あり (1962年、松竹)
- ぶらりぶらぶら物語（1962年、東宝)
- 放浪記（1962年、東宝） - 藤山武士
- 忠臣蔵 花の巻・雪の巻（1962年、東宝） - 脇坂淡路守
- 江分利満氏の優雅な生活（1963年、東宝） - 江分利満
- 白と黒（1963年、東宝） - 落合克己
- ただいま診察中（1964年、東宝） - 村川宏
- われ一粒の麦なれど（1964年、東宝） - 坂田昌義
- 侍（1965年、東宝）
- けものみち（1965年、東宝） - 久恒義三
- 女の中にいる他人（1966年、東宝） - 田代勲
- 沈丁花（1966年、東宝)
- 栄光への挑戦（1966年、石原プロ） - 市川警部補
- 8.15シリーズ（東宝）
  - 日本のいちばん長い日（1967年） - 徳川侍従
  - 激動の昭和史 軍閥（1970年） -東條英機
  - 激動の昭和史 沖縄決戦（1971年） - 牛島中将[13]
- 首（1968年、東宝） - 正木ひろし
- 若者よ挑戦せよ（1968年、東宝） - 波川順平
- 新選組（1969年、三船プロ） - 土方歳三

#### 70年代
- 幕末（1970年、中村プロ） - 西郷吉之助
- 幻の殺意（1971年、東宝）
- 父ちゃんのポーが聞える（1971年、東宝） - 杉本隆
- 日本沈没（1973年、東宝） - 田所博士[13][2]
- 男はつらいよ 葛飾立志篇（1975年、松竹） - 田所雄介先生
- スリランカの愛と別れ（1976年、東宝）
- 喜劇 百点満点（1976年、東宝）
- 八甲田山（1977年、東宝・シナノ企画） - 津村中佐
- 残照（1978年、東宝）
- ホワイト・ラブ（1979年、東宝） - 上村圭介

#### 80年代以降
- 連合艦隊 （1981年、東宝） - 山本五十六連合艦隊司令長官[1]
- ハイティーン・ブギ（1982年、東宝）
- 父と子（1983年、東宝） - 工藤竹一
- オキナワの少年（1983年、東宝） - 小金井
- エル・オー・ヴィ・愛・N・G（1983年、東宝） - 杉谷謙吉
- ゴジラ（1984年、東宝） - 三田村清輝[2][3]
- そろばんずく（1986年、フジテレビ・AtoZ・ニッポン放送）
- 紳士同盟（1986年、東映） - 村山友弘
- 落葉樹（1986年、近代映画協会） - 初老人
- マルサの女（1987年、東宝） - 査察部管理課長
- 刑事物語5・やまびこの詩（1987年、東宝）
- YAWARA! （1989年、東宝、MYCALグループ） - 猪熊滋悟郎
- タスマニア物語（1990年、東宝・フジテレビ） - 石沢嘉市
- 耳をすませば（1995年、徳間書店、日本テレビ、博報堂、スタジオジブリ） - 西司朗 ※声の出演[14]
- 愛する（1997年10月4日、日活） - 上條老人
- SADA〜戯作・阿部定の生涯（1998年、松竹） - 裁判官
- あの、夏の日 〜とんでろ じいちゃん〜（1999年、プライド・ワン、ピー・エス・シー） - 大井賢司郎/大井賢之助（一人二役）
- 老親 ろうしん（2000年 企画制作パオ、「老親」製作委員会）
- 告別（2001年、BS-i＝オフィス・シロウズ） - 二神聡一郎
- 助太刀屋助六（2002年、東宝） - 棺桶屋
- 母のいる場所（2003年 企画制作パオ）
- いつかA列車に乗って（2003年、「いつかA列車に乗って」製作委員会） - 平松
- NAGASAKI 1945 アンゼラスの鐘（2005年、虫プロダクション） - ナレーション ※声の出演[15]
- 転校生-さよなら あなた-（2007年、角川映画） - 山本文斉（弘の祖父） ※写真での友情出演
- 恋する彼女、西へ。（2008年、シナジー）
- 星の国から孫ふたり（2009年 企画制作パオ、星の国から孫ふたり製作委員会） - 桑野源一 ※遺作

### テレビドラマ
- NHK劇場 小さな世界（1967年11月16日、NHK総合） - 中島淳一 役
- パパ長生きしてねッ！(1967～68年、TBS)
- 大河ドラマ（NHK総合）
  - 「竜馬がゆく」（1968年） - 西郷吉之助 役
  - 「勝海舟」（1974年） - 大久保忠寛 役
  - 「風と雲と虹と」（1976年） - 平良将 役
  - 「徳川家康」（1983年） - 太原雪斎 役
  - 「春の波涛」（1985年） - 福澤諭吉 役
- 不信のとき（1968年、日本テレビ） - 浅井義雄 役
- 赤ひげ（1972年10月 - 1973年9月、NHK総合） - 新出去定 役
- それぞれの秋（1973年、TBS）
- 東芝日曜劇場（TBS）
  - 「ばんえい」（1973年、北海道放送） - 河西公介 役
  - 「したたか夫婦学」シリーズ（1984年 - 1986年）
  - 「その日、香川良助の定年」（1990年）
  - 「秋・定年十年目の…」（1991年）
  - 「定年‥長い余白」（1992年）
  - 「お兄ちゃんの選択」（1994年）
- となりのとなり（1974年10月 - 1975年3月、日本テレビ）
- 日本沈没（1974年10月 - 1975年3月、TBS） - 田所博士 役
- もうひとつの春（1975年4月 - 1975年6月、TBS） - 高岡慎平 役
- 土曜ドラマ（NHK総合）
  - 「松本清張シリーズ・遠い接近」（1975年） - 山尾信治 役[16]
  - 冬の桃（1977年） - 西東三鬼 役
  - 「戦後史実録シリーズ 空白の900分 -国鉄総裁怪死事件-」[17]（1980年10月11日・18日） - 下山総裁 役
  - 蛇蠍のごとく（1981年）
  - 欲望（1983年）
- 江戸シリーズ（フジテレビ）
  - 江戸の旋風（1975年 - 1984年）
  - 江戸の渦潮（1978年5月 - 11月） - 唐木半兵衛 役
  - 江戸の激斗（1979年5月 - 12月） - 花咲長兵衛 役
  - 江戸の朝焼け（1980年 - 1981年） - 湊や清兵衛 役
- すぐやる一家青春記（1977年7月 - 10月、TBS）
- 土曜ワイド劇場（テレビ朝日）
  - 「時間よ、止まれ」（1977年） - 宮城直之 役
  - 「牟田刑事官事件ファイル」シリーズ（1983年 - 2007年）
  - 「牟田刑事官VS終着駅の牛尾刑事そして事件記者冴子」シリーズ（2001年 - 2005年）
- せい子宙太郎（1977年11月 - 1978年5月、TBS）
- 遙かな坂（1979年4月 - 10月、テレビ朝日） - 逢坂常平 役
- ドラマ人間模様（NHK総合）
  - 血族（1980年1月 - 2月） - 山口瞳 役　
  - ある少女の死（1981年6月21日 - 7月12日） - 有平完治 役
  - 胡桃の部屋（1982年）
  - うまい話あり（1986年）
- 歴史の涙（1980年2月25日、TBS） - 阿南惟幾（陸相） 役
- マリコ（1980年8月、NHK総合）
- 夏の光に…（1980年10月24日、NHK） - 高田賢一 役
- 茜色の坂（1981年11月16日、朝日放送） - 秋山修介 役
- 仕掛人・藤枝梅安（1982年 - 1983年、フジテレビ）
- テレビシティ「はじめての情事」（1983年10月19日・26日、TBS）
- 木曜ゴールデンドラマ「湖の夕映え〜うみのゆうばえ〜」3部作（よみうりテレビ）
- 札幌テレビ創立25周年・日本テレビ開局30年記念番組「最後の航海－ある甲板長の退職－」（1983年12月） - 本庄幹雄 役
- 金曜女のドラマスペシャル「飛鳥・まだ見ぬ子、清子の母として」（1984年、フジテレビ）
- NHK特集「THE DAY その日〜1995年・日本〜」（1985年 - 1986年、NHK総合）[18]
- 木曜ゴールデンドラマ「喝采」（1988年6月9日、よみうりテレビ）第26回ギャラクシー奨励賞　主演桃井かおり　ｰ年配のマネージャー兵吉　役
- 火曜サスペンス劇場（日本テレビ）
  - 「雨月荘殺人事件」（1988年10月18日、東映）
  - 「弁護士・朝日岳之助」シリーズ（1989年 - 2005年、日本テレビ / 国際放映） - 朝日岳之助 役
- 水曜グランドロマン「ハラスのいた日々」（1989年、日本テレビ）
- 安川刑事シリーズ（1989年 - 1991年、フジテレビ） - 安川第二郎 役
- ドラマスペシャル「父子の対話」（1989年、関西テレビ）
- 凪の光景（1990年、テレビ朝日）
- 犬神家の一族（1990年、テレビ朝日） - 古舘弁護士 役
- 日本一のカッ飛び男（1990年、フジテレビ） - 倉田武人 役
- ハワイアン ウエディング・ソング〜マウイの想い出（1992年、TBS） - 吉村武一  役
- 派閥人事(1992年、TBS)-銀行頭取役、ギャラクシー奨励賞受賞作
- 七人の女弁護士（1991年 - 1993年、テレビ朝日） - 保坂正国 役
- 遥かなる八月の詩（1992年8月29日、群馬テレビ）前橋市市長　役
- 月曜ドラマスペシャル「定年、長い余白」（1993年、TBS）
- イエローカード（1993年、TBS） - 矢坂三郎 役
- 連続テレビ小説「かりん」（1993年10月 - 1994年4月、NHK総合）
- 命なりけり 悲劇の外相東郷茂徳（1994年、TBS） - 鈴木貫太郎 役 ※終戦記念ドラマ
- パパ帰る'96（1996年、テレビ朝日）
- ドラマ新銀河「今夜もごちそうさま」（1997年、NHK総合）
- 番茶も出花（1997年 - 1998年、TBS）
- 飛んで火に入る春の嫁（1998年、テレビ東京）
- 玩具の神様（1999年、NHK総合）
- 山田風太郎 からくり事件帖-警視庁草紙より-（2001年、NHK総合） - 隅のご隠居 駒井信興 役（第4話まで）
- 人情しぐれ町（2002年、NHK総合） - ナレーション
- 少年たち3（2002年、NHK総合） - 沢田 役
- ワルシャワの秋（2003年、関西テレビ） - 平島 役
- 仔犬のワルツ（2004年、日本テレビ） - 倉田房雄 役（特別出演）
- 終りに見た街（2005年、テレビ朝日） - 背負い籠の老人 役
- HOTEL ホテルスペシャル'96冬　姉さんビックリです　スイートルームにご宿泊の奥様が替え玉亭主を募集中!?狙われた一平君!!年末年始ロマンチックナイトの謎…（1996年12月28日、TBS）
- マグロ（2007年1月4日・5日、テレビ朝日） - 石田・組合長 役
- 拝啓、父上様（2007年、フジテレビ） - 熊沢清次郎 役

### 舞台

『バス・ストップ』（1957年、左端、中央は越路吹雪）

- 『バス・ストップ』 （主演：越路吹雪、1957年）
- 江利チエミ特別公演『喜劇 恋と私とやき芋と』

### バラエティ
- おはよう・にっぽん（TBS） - 司会

### OVA
- 念仏物語 親鸞さま ねがい、そして ひかり。（2008年、本願寺出版社） - 親鸞聖人

### 吹き替え
- わんわん物語 - ノラ公（トランプ）※初公開版
- バンビ - とんすけ※初公開版

### CM
- 白鹿 （黒松白鹿特撰・白鹿奈良漬）1976年
- 大正製薬（大正胃腸薬・大正漢方胃腸薬）1978年 - 1986年
- 味の素（ほんだし煮物上手）※石田ゆり子と共演
- 沖電気（かわら版（電子黒板））
- オーティコン（補聴器、イメージキャラクター）
- KDDI（auツーカーS携帯電話、親友の藤岡琢也と競演）

### 受章・受賞歴
受賞年、賞名、受賞した仕事
- 1955年 第10回毎日映画コンクール助演男優賞（『ここに泉あり』の井田亀夫の演技）
- 1958年 第13回毎日映画コンクール主演男優賞（『裸の大将』の山下清の演技）
- 1960年 第15回毎日映画コンクール主演男優賞、キネマ旬報男優賞、ブルーリボン大衆賞（『黒い画集 あるサラリーマンの証言』の石野貞一郎の演技）
- 1962年 サンケイ新聞シルバースター賞助演男優賞
- 1963年 第18回毎日映画コンクール主演男優賞（『白と黒』の落合克巳（東京地検捜査検事）の演技および『江分利満氏の優雅な生活』の江分利満の演技）
- 1964年 第15回ブルーリボン賞主演男優賞（『われ一粒の麦なれど』坂田昌義（農政省官吏）の演技）
- 1968年 ミリオンパール主演男優賞
- 1985年 紫綬褒章
- 1987年 NHK放送文化賞
- 1994年 勲四等旭日小綬章[19]
- 1995年 橋田賞

## ディスコグラフィー

### シングル
- 「サラリーマン物語」（作詞：清水みのる／作曲：上原賢六。1956年6月発売。テイチク）

## 著書
- 小林桂樹・草壁久四郎『演技者－小林桂樹の全仕事』ワイズ出版、1996年。ISBN 4-9487-3560-4
- 小林桂樹・中山敬三『役者六十年』中日新聞社、2005年。ISBN 4-8062-0501-X